# Xiuhtecuhtli

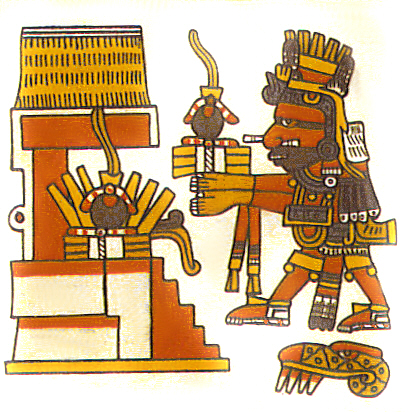
Xieuhtecuhtli offerente, dal Codice Borgia

Xiuhtecuhtli, altro nome del dio del fuoco o "Signore della pietra turchese" conosciuto anche come Huehueteotl, secondo la mitologia azteca era la personificazione della vita dopo la morte, della luce nell'oscurità e del cibo durante la carestia. Di solito veniva raffigurato con la faccia di colore rosso o giallo ed un incensiere sulla testa. Sua moglie era Chantico.
Alla fine del secolo azteco (della durata di 52 anni), si pensava che gli dei potessero porre fine al loro patto con l'umanità. Venivano allora proclamati festeggiamenti in onore di Xiuhtecuhtli per mantenere il suo favore ed a lui venivano dedicati sacrifici umani, durante i quali alla vittima prescelta veniva estratto il cuore, dopodiché il corpo veniva dato alle fiamme.